# O Álbum Perdido do Nau
O Álbum Perdido do Nau é o segundo e último álbum do grupo de rock brasileiro Nau, lançado em 9 de novembro de 2018. Foi gravado no Big Bang Studio de São Paulo, em novembro de 1988, sob a produção de Nau e Cilmara Bedaque, para ser apresentado aos executivos da CBS a fim de dar início à produção e mixagem no início do ano de 1989.

## História
Após um período de apresentações no eixo Rio-São Paulo, o Nau retornava a São Paulo para dar início ao processo de gravação do que viria a ser o seu segundo disco. O experiente baterista Kuki Stolarski, que havia trabalhado com Kid Vinil e Os Heróis do Brasil no álbum homônimo de 1986, assumia a vaga de Mauro "Tad" Sanchez após a gravação ao vivo de "Madame Oráculo" no Projeto SP, em 05 de fevereiro de 1988. A jornalista Cilmara Bedaque, companheira de Vange, assinava um repertório de canções fundamentadas nas questões sociais que repercutiam naquele momento, como a AIDS. A banda havia conquistado uma ótima repercussão na cena indie e tornava-se uma referência do rock nacional, sendo reconhecida por artistas de renome como Cazuza, que chegou a visitá-los em cadeira de rodas após a apresentação de um show. Algumas faixas chegaram a ser divulgadas na 89 FM, durante o programa Dubalacobaco, que na época ia ao ar das seis às sete da noite com o Everson e o Zé Luiz.
A partir de 1987, no entanto, o rock nacional entra em decadência, que coincide com a grave crise que se estendia na CBS de Nova Iorque desde 1986, a partir das demissões do presidente Thomas Wyman e do executivo Van Gordon Sauter, fato esse que resultou na venda da sua divisão de publicações musicais ainda naquele ano, na venda da divisão de revistas em 1987 e da parte discográfica em 1988 para a Sony Corporation.
Dessa forma, quando os executivos da CBS ouviram o álbum, entenderam que a sua contextualidade não mais se enquadrava às exigências do mercado daquele momento e, com base no pífio resultado comercial do primeiro LP, que dava indícios do cenário que estava por vir, optou por rescindir o contrato do Nau, precipitando o fim da banda em 1989.
Por outro lado a Sony, no instante em que adquiriu o espólio da CBS, tinha grande interesse que Vange Leonel seguisse uma carreira solo, porém sob as tendências de uma fusão pop-eletrônica que ganhava força nas rádios, a exemplo de cantoras que encontravam espaço no mercado seguindo a mesma vertente, obrigando-a dessa forma a abandonar os elementos da vanguarda paulistana para se estabelecer numa grande gravadora que possuía maiores facilidades de divulgação e respaldo da mídia.

## Produção
O disco chegou a ser concluído no paulistano Big Bang Studio, de Marcos Mattoli, com Zique na guitarra, Beto Birger no baixo e Kuki Stolarski na bateria. Os arranjos patrocinados pela banda alinharam-se às composições da dupla Vange e Cilmara. Em 2005, a cantora Vange chegou a disponibilizar as músicas "Viagem ao Fundo do Mar" e "Nas Dobras do Universo" para um número limitado de fãs, através da rede social Orkut. As mesmas estiveram disponíveis para streaming no extinto site oficial do Zique, a partir de 2006, que contabilizavam um total de quatro com "O Caminho" e "Amor Em tempo de Guerra", todas em baixa qualidade.
O registro ficou esquecido por quase trinta anos até que Cilmara o encontrasse dentro de uma caixa em sua casa, no ano de 2017: "A fita estava toda melada e eu não sabia se conseguiria recuperá-la. Levei então para o Carlinhos Freitas, do (estúdio) Classic Master, que havia trabalhado no primeiro álbum da banda. Ele conseguiu limpar, digitalizar e masterizar a fita para que esse disco chegasse ao público".
A capa é uma montagem com fotos, credenciais e ingressos para shows do Nau de trinta anos atrás assinada pelo baixista Beto Birger.

## Lançamento
Para comemorar seus 20 anos de existência, a gravadora e selo musical Deck investiu no lançamento do álbum somente em edição digital, colocando-o no mercado a partir de 09 de novembro de 2018.

## Músicas
| N.º            | Título                    | Compositor(es)                                             | Duração |  |
| 1.             | "Pequenos Erros"          | Vange Leonel, Zique, Beto, Kuki Stolarski, Cilmara Bedaque | 3:23    |  |
| 2.             | "Lobo Mau"                | Vange Leonel, Zique, Beto, Kuki Stolarski, Cilmara Bedaque | 3:44    |  |
| 3.             | "Viagem Ao Fundo do Mar"  | Vange Leonel, Zique, Beto, Kuki Stolarski, Cilmara Bedaque | 4:25    |  |
| 4.             | "Cinco Sentidos"          | Vange Leonel, Zique, Beto, Kuki Stolarski, Cilmara Bedaque | 3:32    |  |
| 5.             | "Nas Dobras do Universo"  | Vange Leonel, Zique, Beto, Kuki Stolarski, Cilmara Bedaque | 3:42    |  |
| 6.             | "Amor Em Tempo de Guerra" | Vange Leonel, Zique, Beto, Kuki Stolarski, Cilmara Bedaque | 3:33    |  |
| 7.             | "Me Pega"                 | Vange Leonel, Zique, Beto, Kuki Stolarski, Cilmara Bedaque | 3:08    |  |
| 8.             | "Blues da Felicidade"     | Vange Leonel, Zique, Beto, Kuki Stolarski, Cilmara Bedaque | 3:44    |  |
| 9.             | "Mistérios"               | Vange Leonel, Zique, Beto, Kuki Stolarski, Cilmara Bedaque | 3:10    |  |
| 10.            | "Séculos & Séculos"       | Vange Leonel, Zique, Beto, Kuki Stolarski, Cilmara Bedaque | 3:28    |  |
| 11.            | "O Caminho"               | Vange Leonel, Zique, Beto, Kuki Stolarski, Cilmara Bedaque | 3:37    |  |
| 12.            | "Tua Fúria"               | Vange Leonel, Zique, Beto, Kuki Stolarski, Cilmara Bedaque | 3:43    |  |
| Duração total: | Duração total:            | Duração total:                                             | 43:09   |  |

## Integrantes
- Vange Leonel - vocais
- Kuki Stolarski - bateria
- Zique - guitarra rítmica
- Beto Birger - baixo, fotografia e encarte
- Marcos Mattoli - gravação
- Carlinhos Freitas - mixagem
- Nau e Cilmara Bedaque - produção